# استن بوش

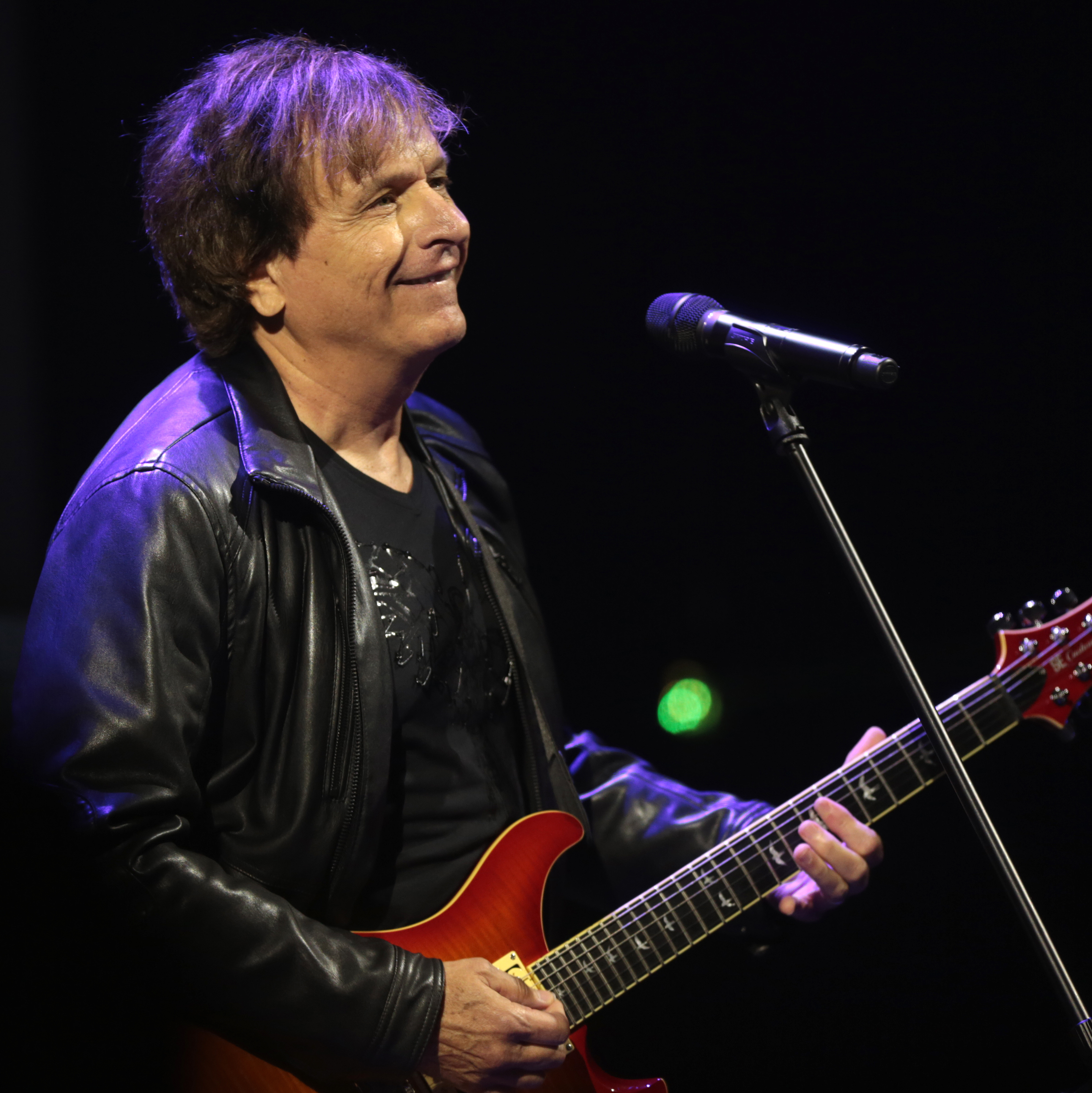
استان بوش در ۲۰۱۸

استن بوش (انگلیسی: Stan Bush؛ زادهٔ ۱۰ ژوئیه ۱۹۵۳ (age ۶۱)) یک موسیقی‌دان اهل ایالات متحده آمریکا است. وی از سال ۱۹۷۹ میلادی تاکنون مشغول فعالیت بوده‌است.